# Теляки (Сморгонский район)
Теляки́ (бел. Целякі́, пол. Cielaki) — деревня в Сморгонском районе Гродненской области Белоруссии.
Входит в состав Вишневского сельсовета.
Расположена в северо-восточной части района. Расстояние до районного центра Сморгонь по автодороге — около 25,5 км, до центра сельсовета агрогородка Вишнево по прямой — чуть более 11,5 км. Ближайшие населённые пункты — Абрамовщина-1, Милути, Семенки. Площадь занимаемой территории составляет 0,3030 км², протяжённость границ 4050 м.

## История
Деревня отмечена на карте Шуберта (середина XIX века) в составе Войстомской волости Свенцянского уезда Виленской губернии. В 1865 году Теляки насчитывали 72 ревизских души, принадлежали семейству Контковских.
После Советско-польской войны, завершившейся Рижским договором, в 1921 году Западная Белоруссия отошла к Польской Республике и деревня была включена в состав новообразованной сельской гмины Войстом Свенцянского повета Виленского воеводства. 1 января 1926 года гмина Войстом была переведена в состав Вилейского повета.
В 1938 году Теляки насчитывали 39 дымов (дворов) и 224 души.
В 1939 году, согласно секретному протоколу, заключённому между СССР и Германией, Западная Белоруссия оказалась в сфере интересов советского государства и её территорию заняли войска Красной армии. Деревня вошла в состав новообразованного Сморгонского района Вилейской области БССР. После реорганизации административного-территориального деления БССР деревня была включена в состав новой Молодечненской области в 1944 году. В 1960 году, ввиду новой организации административно-территориального деления и упразднения Молодечненской области, Теляки вошли в состав Гродненской области.

## Население
Согласно переписи население деревни в 1999 году насчитывало 85 жителей.

## Транспорт
Через Теляки проходят местные автомобильные дороги:
- Н6416 Теляки — урочище Березовик — Абрамовщина-1
- Н7372 Милути — Теляки
- Н7373 Лещеняты — Теляки — Абрамовщина-1 — Круни.